# Mil'kovo
Mil'kovo (in lingua russa Мильково) è una città della Russia di 8 900 abitanti situata nel Territorio della Kamčatka.